# Escifato
Escifato ou scyphate é um termo frequentemente usado na numismática para referir-se as moedas bizantinas côncavas ou "em forma de taça" dos séculos XI-XIV. Seu uso surgiu no século XIX, quando o termo scyphatus, atestado em documentos do sul da Itália dos séculos XI-XII, foi erroneamente interpretado como derivando da palavra grega skyphos (σκύφος, "copo"). Na realidade, o termo provavelmente deriva da palavra árabe xafá (shafah), "borda, aro", e refere-se à borda distintiva e conspícua dos primeiros histamenos de ouro. Devido a este mal-entendido, o termo "escifato" tem sido amplamente aplicado para as moedas côncavas de ouro, prata e cobre do Império Bizantino tardio e as emissões estrangeiras que o imitaram. Estas moedas são mais corretamente designadas como "traqueia" (singular: "traqui", do grego τραχύ, "áspero, desigual").

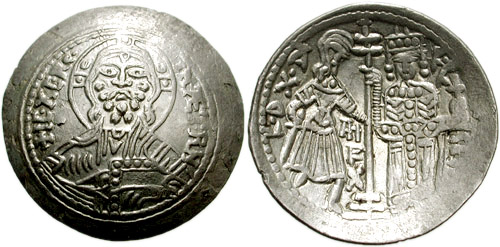
Ducado "escifato" de prata de Rogério II da Sicília (r. 1030–1054)
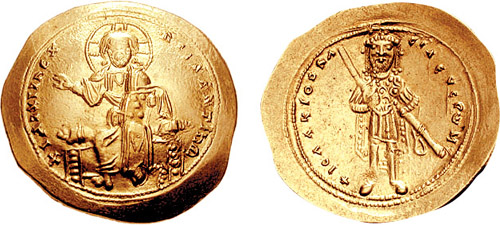
Histameno "escifato" do imperador Isaac I Comneno (r. 1057–1059)